# Namakwa
Namakwa (englisch Namakwa District Municipality, afrikaans Namakwa-distriksmunisipaliteit, auch Namaqua) ist ein Distrikt in der südafrikanischen Provinz Nordkap. Die Distrikthauptstadt ist Springbok. Bürgermeister ist Mervin Cloete.
Benannt ist der Distrikt nach den dort lebenden Nama und er entspricht dem Großteil der Landschaft Klein-Namaqualand (Little Namaqualand).

## Geografie
Namaqua grenzt im Westen an den Atlantik und im Norden durch den Fluss Oranje an die Republik Namibia.

## Gliederung
Die Distriktgemeinde wird von folgenden Lokalgemeinden gebildet:
- Hantam
- Kamiesberg
- Karoo Hoogland
- Nama Khoi
- Richtersveld
- Khâi-Ma

## Nachbardistrikte
- ZF Mgcawu, ehemals Siyanda
- Pixley Ka Seme
- Central Karoo
- Cape Winelands
- West Coast

## Städte und weitere Orte
Aggeneys, Alexander Bay, Brandvlei, Calvinia, Carolusberg, Concordia, Eksteenfontein, Fraserburg, Garies, Hondeklipbaai, Kamieskroon, Kleinzee, Komaggas, Kuboes, Lekkersing, Leliefontein, Loeriesfontein, McDougall’s Bay, Nababeep, Nieuwoudtville, Okiep, Onseepkans, Pella, Pofadder, Port Nolloth, Sanddrif, Soebatsfontein, Springbok, Steinkopf, Sutherland, Vioolsdrift und Williston.

## Demografie
Der Distrikt hat 115.842 Einwohner (Stand: 2022) auf einer Gesamtfläche von 126.836 km².

## Nationalparks und Naturschutzgebiete
- ǀAi-ǀAis Richtersveld Transfrontier Park
- Akkerendam Nature Reserve
- Augrabies Falls National Park
- Kgalagadi Transfrontier Park
- Goegap Nature Reserve
- Mokala National Park
- Namaqua National Park
- Oorlogskloof Nature Reserve
- Spitskop Nature Reserve
- Tankwa-Karoo-Nationalpark
- Tswalu Desert Reserve
- Witsand Nature Reserve